# Oligosoma pachysomaticum
Oligosoma pachysomaticum — вид сцинкоподібних ящірок родини сцинкових (Scincidae). Ендемік Нової Зеландії.

## Поширення і екологія
Ophiomorus pachysomaticum мешкають на низці острівців біля північного узбережжя Північного острова, зокрема на островах Бідних Лицарів і Мерк'юрі. Вони живуть у прибережних лісах і чагарниках, серед опалого листя. Ведуть присмерковий або нічний спосіб життя. Всеїдні, живляться безхребетними, фруктами і ягодами.

## Збереження
МСОП класифікує стан збереження цього виду як близький до загрозливого. Oligosoma pachysomaticum загрожує хижацтво з боку інтродукованих тварин.